# Maxence Caqueret
Maxence Caqueret (* 15. Februar 2000 in Vénissieux) ist ein französischer Fußballspieler, der bei Como 1907 unter Vertrag steht.

## Karriere

### Verein
Caqueret begann mit dem Fußballspielen beim FC de Corbas und kam über den Umweg des FC Chaponnay Marennes im Jahr 2011 in die Nachwuchsabteilung von Olympique Lyon. Am 17. September 2016 (6. Spieltag) kam er bei der 2:5-Heimniederlage gegen den ASF Andrézieux erstmals für die Reservemannschaft zum Einsatz. In den folgenden zwei Spielzeiten spielte er bereits regelmäßig für die B-Mannschaft in der viertklassigen Championnat National 2 zum Einsatz.
Am 14. Dezember 2018 unterzeichnete Maxence Caqueret seinen ersten professionellen Vertrag bei OL. Mit diesem Kontrakt wurde er in den Kader der ersten Mannschaft befördert. Sein Debüt gab er am 5. Januar 2019 beim 2:0-Auswärtssieg in der Coupe de France gegen den FC Bourges. In dieser Saison 2018/19 kam er auf zwei Pokaleinsätze. Am 30. November 2019 (15. Spieltag) debütierte er in der Ligue 1, als er beim 2:1-Auswärtssieg gegen Racing Straßburg von Beginn an in der Startformation stand und eine Vorlage beisteuerte. Am 4. Januar 2020 traf er beim 7:0-Auswärtssieg in der Coupe de France erstmals für seinen Verein. In dieser Spielzeit 2019/20 bestritt er acht Ligaspiele.
Anfang 2025 wechselte Caqueret zu Como 1907 in die italienische Serie A.

### Nationalmannschaft
Von September 2015 bis März 2016 bestritt Caqueret zwölf Einsätze für die französische U16-Nationalmannschaft.
Mit der U17 nahm er im Frühling 2017 an der U17-Europameisterschaft in Kroatien teil. Dort führte er seine Mannschaft als Kapitän in vier der fünf Spiele auf den Platz. Seine einzigen beiden Turniertore erzielte er beim 7:0-Sieg im Gruppenspiel gegen Färöer. Im Herbst kam er bei der U17-Weltmeisterschaft 2017 in Indien in allen vier Spielen der Bleuets zum Einsatz. Dort traf er beim 7:1-Sieg gegen Neukaledonien in der Gruppenphase ein Mal. Insgesamt bestritt er 15 Spiele für die U17, in denen er sieben Tore erzielen konnte.
Von August 2017 bis April 2018 absolvierte Caqueret 12 Länderspiele für die U18, in denen er einen Treffer markieren konnte. Im Juli 2019 war er mit der U19 bei der U19-Europameisterschaft 2019 in Armenien im Einsatz, wo er allen vier Spielen auf dem Platz stand. Für die U19 netzte er in 16 Spielen ein Mal.
Seit September 2020 ist Caqueret französischer U21-Nationalspieler.